# Julotta
En julotta är den gudstjänst som hålls tidigt på juldagsmorgonen till minne av Jesu födelse. I Svenska kyrkan har denna gudstjänst länge varit den dominerande julgudstjänsten, men har på senare tid tappat mark till julbönen och julnattsmässan på julafton. Tillsammans med adventsgudstjänsterna är julottan dagen då kyrkorna får besök av många som annars inte brukar gå i kyrkan eller inte är aktiva eller troende kristna.
Julottans tillbakagång till förmån för midnattsmässan inleddes i Sverige under 1970-talet.
1979 besökte 5,35 % av Svenska kyrkans medlemmar sin församlingskyrka på juldagen, en siffra som sjunkit till 3,76 % 1988.
I Sverige har Var hälsad, sköna morgonstund traditionellt sett varit den sång som oftast inledde julottan, men har sedan 1986 har den fått konkurrens av När juldagsmorgon glimmar.
Enligt 1686 års kyrkolag skulle julottan börja klockan 6.00. Julottan hålls numera i många kyrkor så sent som klockan 7.00 eller 8.00 på morgonen, men även kl. 06.00 är en vanlig tid. I minst tre kyrkor hålls julottan redan klockan 4.00 på morgonen, vilket även var tradition innan 1686 års kyrkolag trädde i kraft. Älmeboda kyrka i södra Småland är en av dessa som håller på traditionen med julotta kl. 04.00. Ibland kallas även gudstjänster kring klockan 10.00 för julotta. Rättviks kyrka i Dalarna har haft sin julotta med start 4.00 på morgonen sedan 1500-talet. Några gånger under 1990-talet senarelades den till 7.00 för att Sveriges Television skulle sända direkt. Man har dock valt att återgå till den tidiga traditionen. Även Evertsbergs kapell i Älvdalen i Dalarna har julotta kl. 04.00.
Trots att kyrkobesöken minskat stadigt de senaste årtiondena är julottan fortfarande en gudstjänst som ofta är mycket välbesökt. Detta har lett till att stora församlingar ofta håller julotta flera gånger på juldagsmorgonen. I Täby kyrka i Täby kyrkby utanför Stockholm hålls till exempel julotta både klockan 05.00, 07.00 och ibland även klockan 09.00, främst för att de många kyrkobesökarna ska få plats i den för församlingen lilla kyrkan.  
Julotta har sitt ursprung i begreppet otta. Förr hölls ottesång i städerna alla sön- och helgdagar. Det var också vanligt att hålla dylika gudstjänster andra helgdagar i juletid på landsbygden.
Svenska utvandrare spred traditionen till olika delar av världen. Den tidigaste nedtecknade julottan i USA hölls i Strombecks kyrka i Minnesota 1883. 

## Övrigt
- På  Liseberg i Göteborg i Sverige ledde i juletider under Lotta Engberg Allsångsarrangemang "Allsång på Liseberg" under benämningen Jul-Lotta, en ordlek med Lotta Engberg + julotta.

### Fotnoter
1. ↑  Mats Laggar (22 december 2011). ”Extremt tidig julotta lockar” (på svenska). Dalarnas tidningar. http://www.dt.se/dalarna/rattvik/extremt-tidig-julotta-lockar. Läst 11 december 2017.
2. ↑  ”Julbön i stället för julotta”. Sveriges Radio. 25 december 2001. http://sverigesradio.se/sida/artikel.aspx?programid=96&artikel=31408. Läst 26 oktober 2015.
3. ↑  ”Midnattsmässan mer populär än julottan”. Sveriges Radio. 25 december 2004. http://sverigesradio.se/sida/artikel.aspx?programid=160&artikel=528047. Läst 26 oktober 2015.
4. ↑  Josefin Lilja (16 december 2011). ”Midnattsmässa eller julotta” (på svenska). Dagen. http://www.dagen.se/livsstil/midnattsmassa-eller-julotta-1.120775. Läst 15 december 2011.
5. ↑  Martin Stugart (24 december 2004). ”Julhelgens mässor”. Dagens nyheter. http://www.dn.se/arkiv/stockholm/julhelgens-massor. Läst 26 oktober 2015.
6. ↑  ”Lyssna på Ellinor Håkansson, 13 år, julottan 1999. Gestads kyrka.”. Svenska kyrkan. 25 december 1999. Arkiverad från originalet den 24 oktober 2014. https://web.archive.org/web/20141024022547/http://www.svenskakyrkan.se/bralanda/nar-juldagsmorgon-glimmar. Läst 26 oktober 2014.
7. ↑  ”Kalender”. www.svenskakyrkan.se. https://www.svenskakyrkan.se/alvdalen/defaultaspxid638078ptid0. Läst 25 december 2021.
8. ↑  Christmas Eve a busy night for church performers at MPR News hämtdatum: 26 oktober 2015
9. ↑  Julotta: A cross cultural Christmas Tradition hämtdatum: 26 oktober 2015
10. ↑  A Comparative Relationship Analysis of Swedish Traditions in the US Rural Midwest and Sweden by Barry Peterson hämtdatum: 26 oktober 2015